# Ipomoea lachnaea
Ipomoea lachnaea är en vindeväxtart som beskrevs av Spreng.. Ipomoea lachnaea ingår i släktet praktvindor, och familjen vindeväxter. Inga underarter finns listade i Catalogue of Life.